# Coorilla allisoni
Coorilla allisoni är en loppart som beskrevs av Mardon 1986. Coorilla allisoni ingår i släktet Coorilla och familjen fladdermusloppor. Inga underarter finns listade i Catalogue of Life.